# Flickan vid sjön
Flickan vid sjön (italienska: La ragazza del lago) är en italiensk-norsk dramathriller från 2007 i regi av Andrea Molaioli.
Filmen bygger på Karin Fossums roman Se dig inte om!

## Utmärkelser
Flickan vid sjön vann David di Donatello för bästa film 2008.

## Roller (urval)
- Toni Servillo – kommissarie Sanzio
- Valeria Golino – Chiara Canali
- Fabrizio Gifuni – Corrado Canali
- Anna Bonaiuto – Sanzios fru
- Marco Baliani – Davide Nadal
- Giulia Michelini – Francesca
- Nello Mascia – Alfredo